# Lucio Urtubia
Lucio Urtubia Jiménez, né à Cascante en Espagne le 18 février 1931 et mort le 18 juillet 2020 à Paris, est un militant anarchiste espagnol. Maçon de métier, il est également braqueur de banques et faux-monnayeur, son action la plus importante étant la contrefaçon de chèques de voyage de la Citibank en 1979.
Il se considérait lui-même comme le dernier des « bandidos buenos » (en français : bons bandits), si bien que, selon Albert Boadella, « Lucio est un Don Quichotte qui ne s'est pas battu contre des moulins à vent, mais contre de vrais géants ».

## Biographie

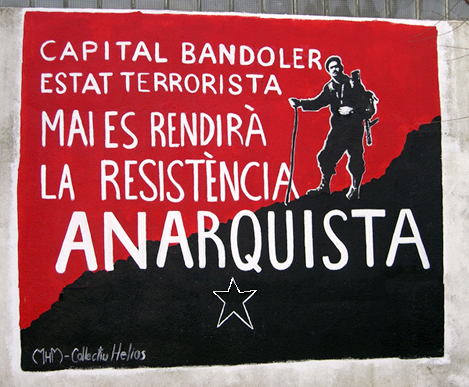
Peinture murale en hommage à Quico Sabaté au cimetière de Sant Celoni. On peut y lire en catalan : « Capital bandit, État terroriste, la résistance anarchiste ne se rendra jamais ».

Lucio Urtubia est né en 1931 dans une famille pauvre de Navarre, dans le nord de l'Espagne, qui comprend en tout six filles et deux garçons. Son père est un socialiste, membre de l'UGT (Union générale des travailleurs).
En 1950, à 19 ans, Urtubia fait sa première tentative de braquage de banque pour pouvoir payer les frais médicaux de son père souffrant d'un cancer. Il effectue son service militaire obligatoire sous la dictature de Franco,, et revend sur le marché noir du matériel volé à l'armée.
En 1954, après avoir déserté l'armée, il se réfugie en France où il rejoint sa sœur, et travaille comme ouvrier du bâtiment. En 1957, il rencontre Fancisco Sabaté, dit Quico, guérillero anti-franquiste et anarchiste. C'est auprès de lui et des militants du CNT (Confédération Nationale du Travail) qu’il fait son éducation politique aux idées anarchistes. Sabaté lui confie également des armes. Commence alors, pour financer la lutte, une longue série « d’expropriations » (braquages) de banques, institutions qu’il considère comme les pires voleurs qui existent.
En 1960, Sabaté est assassiné par la police franquiste et Urtubia décide d'abandonner les braquages à main armée, qu’il trouve trop violents. Il se tourne alors vers l'imprimerie, diffusant des tracts et journaux anarchistes avant de se lancer dans la fabrications de faux papiers et de fausse monnaie. Dans les années 1960, il est très actif, fournissant des faux passeports et cartes d'identité à des membres d'ETA, Terra Lliure, des brigades rouges ou encore des Black Panthers.
Il garde en même temps son travail d'ouvrier en bâtiment, considérant ainsi agir de manière responsable. Ce positionnement lui permet de prouver que l'argent contrefait ne sert pas son enrichissement personnel, mais à soutenir la cause anarchiste.
En 1962, Urtubia rencontre le leader Cubain Che Guevara à qui il propose un plan pour inonder les États-Unis d'un million de dollars en faux billets pour déstabiliser l'économie américaine.
En 1974, il est arrêté avec sa femme Anne pour leur participation présumée à l'enlèvement du directeur de la banque de Bilbao à Paris.
En tant que faux-monnayeur, son action de plus grande ampleur a consisté, en 1979, en la falsification de chèques de voyage de la Citibank pour une valeur de 20 millions de dollars. Cette tentative de faux-monnayage de grande ampleur s'est soldée par son arrestation.
Défendu par l'avocat Roland Dumas (responsable des Affaires étrangères du gouvernement Mitterrand des années 1980), il finit par trouver un arrangement à l'amiable avec la Citibank en échange des plaques d'impression ayant permis de falsifier les chèques.
Le 3 mai 2015, Lucio Urtubia apparaît à la télévision dans l'émission de Jordi Évole, Salvados.
Au 42 ter, Rue des Cascades à Paris, il anime L’espace Louise Michel, un espace de libre exposition artistique, à la disposition de tout artiste, plasticien ou musicien boudant les galeries marchandes. En plus des expos, le lieu accueille conférences et rencontres, par exemple en 2015 avec la représentation française du mouvement espagnol Podemos.

## Publication
- Ma morale anarchiste, Les Éditions libertaires, 2005.

### Filmographie
- Un homme d'action, film espagnol de Javier Ruiz Caldera, titre original Un hombre de acción, 2022.
- Lucio, Aitor Arregi, Jose Mari Gaenaga, documentaire de 93 min, 2007[3]
- [vidéo] « Qui es-tu Lucio », sur YouTube, 2016, Émile Navarro, documentaire de 58 min.

### Radiographie
- Lucio Urtubia, maçon honnête, anarchiste sincère, et faussaire d’exception, Affaires sensibles, France Inter, 31 mai 2023, [lire en ligne].